# Fjällgytterlav
Fjällgytterlav (Pannaria hookeri) är en lavarrt som först beskrevs av William Borrer och James Edward Smith och fick sitt nu gällande namn av William Nylander. 
Fjällgytterlav ingår i släktet Pannaria, och familjen Pannariaceae. Enligt den finländska rödlistan är arten starkt hotad i Finland. Enligt den svenska rödlistan är arten nära hotad i Sverige. Arten förekommer i Nedre Norrland och Övre Norrland. Artens livsmiljö är kalkstensklippor och kalkbrott, inklusive bar kalkjord.